# Dorothy Wegman
Dorothy Deborah Wegman (24 novembre 1904 - 7 novembre 2005), connue professionnellement sous le nom de Dorshka, est une danseuse américaine, Ziegfeld Girl, interprète de vaudeville et romancière, connue aussi comme Dorothy Wegman Raphaelson.

## Jeunesse
Dorothy Deborah Wegman est la fille de Pasha Wegman et d'un ingénieur. Ses parents sont des immigrants d'Europe de l'Est. Elle a une sœur, Esther, et un frère, Daniel. Elle grandit dans le quartier de Washington Heights à New York.

## Carrière
Dorothy Wegman quitte le lycée pour travailler à plein temps après la mort de son père. Elle travaille pour un fabricant de vêtements tout en auditionnant pour des rôles sur scène. Elle rejoint la compagnie de Florenz Ziegfeld en 1920 et danse dans The Whirl of New York (1921), Bombo (1922), Topics of 1923 (1923–1924), Big Boy (1925), No Foolin ' (1926) et Rio Rita (1927–1928),. Elle quitte Rio Rita et se retire de la scène.
Elle a écrit deux romans : Glorified (1930), basé sur sa vie de danseuse, et Morning Song (1948), qui est également autobiographique,.

## Vie privée
Dorothy Wegman épouse l'écrivain Samson Raphaelson fin 1927,. Ils ont ensemble un fils, Joel (1928-2021) et une fille, Naomi (1930–2009). Samson Raphaelson est mort en 1983. Elle est décédée en 2005, âgée de 100 ans, à New York ; au moment de sa mort, elle était l'avant-dernière Ziegfeld Girl survivante,. Les papiers de son mari, archivés à l'université de l'Illinois à Urbana-Champaign, comprennent une interview enregistrée avec Dorothy Wegman Raphaelson.

## Iconographie
Elle a été photographiée par Alfred Cheney Johnston, qui a travaillé pour Florenz Ziegfeld pendant plus de 15 ans, prenant principalement des photographies publicitaires et promotionnelles des interprètes des Ziegfeld Follies. Les photos de nues, découvertes après la mort de Johnston, n'ont pas été publiés dans les années 1920.